# Legislatura 2001–2005 (Republica Moldova)
Parlamentul Republicii Moldova de legislatura a XV-a a activat în perioada 2001-2005.
Mai jos este prezentată lista deputaților aleși la 25 februarie 2001 în Parlamentul Republicii Moldova, și fracțiunile constituite de ei.
Președinte al Parlamentului a fost aleasă Eugenia Ostapciuc. În funcția de șef al statului majoritatea parlamentară, care aparținea PCRM, l-a ales pe Vladimir Voronin.
În perioada activității acestui Parlament, a continuat elaborarea cadrului legal pentru realizarea obiectivelor economice și sociale, consolidarea instituțiilor statului. Parlamentul a adoptat și o serie de coduri: Codul civil și Codul de procedură civilă, Codul penal și Codul de procedură penală, Codul muncii ș.a. Parlamentul și-a exercitat atribuțiile pe întreaga durată a mandatului de 4 ani.

## Fracțiuni parlamentare
Partidul Comuniștilor din Republica Moldova (71 de mandate)
Blocul electoral „Alianța Braghiș” (19 mandate)
Partidul Popular Creștin Democrat (11 mandate)

## Lista deputaților

### Lista inițială
| Nr. | Nume                          | Domiciliu                            | Anul nașterii | Apartenența politică | Profesie / ocupație |
| --- | ----------------------------- | ------------------------------------ | ------------- | -------------------- | --- |
| 1   | Vladimir Voronin              | mun. Chișinău                        | 1941          | PCRM                 | inginer-economist, politolog, jurist, deputat în Parlamentul Republicii Moldova, prim-secretar al CC al PCRM                                                             |
| 2   | Andrei Neguța                 | mun. Chișinău                        | 1952          | PCRM                 | pedagog, politolog, deputat în Parlamentul Republicii Moldova, secretar al CC al PCRM                                                                                    |
| 3   | Ilie Vancea                   | mun. Chișinău                        | 1949          | PCRM                 | pedagog, Ministrul Educației și Științei |
| 4   | Dumitru Braghiș               | mun. Chișinău                        | 1957          | -                    | inginer-energetician, Prim-ministru al Republicii Moldova |
| 5   | Vadim Mișin                   | mun. Chișinău                        | 1945          | PCRM                 | jurist, deputat în Parlamentul Republicii Moldova |
| 6   | Dimitrii Todoroglo            | mun. Chișinău                        | 1944          | PCRM                 | agronom-savant, deputat în Parlamentul Republicii Moldova |
| 7   | Vasile Iovv                   | mun. Chișinău                        | 1942          | PCRM                 | inginer-tehnolog, politolog, doctor în economie, deputat în Parlamentul Republicii Moldova                                                                               |
| 8   | Iurie Roșca                   | mun. Chișinău                        | 1961          | PPCD                 | jurnalist, președinte al Partidului Popular Creștin Democrat, deputat în Parlamentul Republicii Moldova                                                                  |
| 9   | Ivan Calin                    | mun. Chișinău                        | 1935          | PCRM                 | agronom-savant, politolog, diplomat, doctor în științe economice, deputat în Parlamentul Republicii Moldova                                                              |
| 10  | Lidia Guțu                    | mun. Chișinău                        | 1954          | -                    | economist, viceprim-ministru al Republicii Moldova |
| 11  | Eugenia Ostapciuc             | mun. Soroca                          | 1947          | PCRM                 | inginer-tehnolog, deputat în Parlamentul Republicii Moldova |
| 12  | Vladimir Țurcan               | mun. Chișinău                        | 1954          | -                    | jurist, Ministrul Afacerilor Interne al Republicii Moldova |
| 13  | Iurie Stoicov                 | or. Călărași, județul Ungheni        | 1955          | PCRM                 | inginer-mecanic, deputat în Parlamentul Republicii Moldova |
| 14  | Victor Stepaniuc              | com. Costești, județul Chișinău      | 1958          | PCRM                 | pedagog, deputat în Parlamentul Republicii Moldova |
| 15  | Dumitru Zidu                  | mun. Chișinău                        | 1932          | PSM                  | pedagog, președinte al organizației veteranilor din Republica Moldova |
| 16  | Oleg Mantorov                 | s. Unguri, județul Edineț            | 1947          | PCRM                 | pedagog, primarul comunei Calarașovca, județul Edineț |
| 17  | Nicolae Alexei                | mun. Chișinău                        | 1948          | -                    | jurist, doctor în drept, șef al Departamentului Combaterii Crimei Organizate și Corupției (temporar suspendat)                                                           |
| 18  | Dumitru Prijmireanu           | mun. Chișinău                        | 1951          | PCRM                 | pedagog, economist-organizator, deputat în Parlamentul Republicii Moldova                                                                                                |
| 19  | Iulian Magaleas               | mun. Chișinău                        | 1942          | PCRM                 | pedagog, politolog, președintele Companiei de Stat “Teleradio Moldova”                                                                                                   |
| 20  | Eva Gudumac                   | mun. Chișinău                        | 1941          | -                    | medic pediatru, doctor habilitat în științe medicale, șef de catedră chirurgie, anestezie, reanimare pediatrică, membru corespondent al Academiei de Științe a Moldovei  |
| 21  | Alexandru Jdanov              | mun. Chișinău                        | 1932          | PCRM                 | agronom-savant, doctor în științe economice, deputat în Parlamentul Republicii Moldova                                                                                   |
| 22  | Valerian Cristea              | mun. Chișinău                        | 1950          | PCRM                 | inginer energetician, deputat în Parlamentul Republicii Moldova |
| 23  | Marc Tkaciuk                  | mun. Chișinău                        | 1966          | -                    | pedagog, doctor în științe istorice, rector al Școlii antropologice superioare din Republica Moldova                                                                     |
| 24  | Nicolae Bondarciuc            | mun. Chișinău                        | 1941          | PCRM                 | inginer-electrician, viceprimar general al mun. Chișinău |
| 25  | Vlad Cubreacov                | mun. Chișinău                        | 1965          | PPCD                 | jurnalist, vicepreședinte al Partidului Popular Creștin Democrat, deputat în Parlamentul Republicii Moldova                                                              |
| 26  | Nicolai Malachi               | s. Volintiri, județul Tighina        | 1952          | -                    | mecanic-agronom, președintele Consiliului județean Tighina |
| 27  | Vasile Pentelei               | mun. Chișinău                        | 1947          | -                    | agronom-economist, președintele Curții de Conturi al Republicii Moldova                                                                                                  |
| 28  | Ludmila Borgula               | mun. Chișinău                        | 1940          | PCRM                 | inginer-tehnolog, deputat în Parlamentul Republicii Moldova, secretar al CC al PCRM                                                                                      |
| 29  | Anton Miron                   | mun. Chișinău                        | 1941          | PCRM                 | agronom-savant, vicepreședintele Consiliului județean Chișinău |
| 30  | Afanasie Smochin              | mun. Chișinău                        | 1945          | -                    | inginer-mecanic auto, Ministrul Transporturilor și Comunicațiilor |
| 31  | Valeriu Cosarciuc             | mun. Chișinău                        | 1955          | -                    | economist, viceprim-ministru al Republicii Moldova |
| 32  | Victor Ciobanu                | mun. Chișinău                        | 1956          | -                    | economist, doctor în sociologie, deputat în Parlamentul Republicii Moldova                                                                                               |
| 33  | Ion Filimon                   | com. Năpădeni, județul Ungheni       | 1955          | PCRM                 | agronom-savant, temporar neangajat în cîmpul muncii |
| 34  | Valentin Chilat               | s. Bîrnova, județul Edineț           | 1959          | PPCD                 | pedagog, președinte al filialei județene Edineț a Partidului Popular Creștin Democrat                                                                                    |
| 35  | Gheorghe Anton                | or. Strășeni, județul Chișinău       | 1937          | PCRM                 | zootehnician-savant, deputat în Parlamentul Republicii Moldova |
| 36  | Gheorghii Dmitrii Tabunșcic   | mun. Chișinău                        | 1939          | -                    | agronom-savant, doctor în filozofie, consultant la ACB “Banca Socială”                                                                                                   |
| 37  | Mihail Sidorov                | mun. Chișinău                        | 1946          | -                    | jurist, avocat parlamentar |
| 38  | Boris Hotniciuc               | mun. Bălți                           | 1941          | PCRM                 | economist, șef al Direcției administrative al procedurii de reorganizare și lichidare la combinatul de mobilă din mun. Bălți                                             |
| 39  | Victoria Novic                | mun. Chișinău                        | 1952          | PCRM                 | tehnician-tehnolog, economist, deputat în Parlamentul Republicii Moldova                                                                                                 |
| 40  | Boris Cojuhari                | mun. Chișinău                        | 1944          | PCRM                 | specialist în finanțe și credit, politolog, deputat în Parlamentul Republicii Moldova                                                                                    |
| 41  | Vladimir Cociorvă             | com. Brăviceni, județul Orhei        | 1958          | PDSF                 | zootehnician, primarul comunei Brăviceni, județul Orhei |
| 42  | Iacob Timciuc                 | mun. Chișinău                        | 1954          | PCRM                 | inginer-electronist, deputat în Parlamentul Republicii Moldova |
| 43  | Viorel Prisacari              | mun. Chișinău                        | 1946          | -                    | epidemiolog, doctor habilitat în medicină, profesor universitar, prorector în probleme de știință al Universității de Stat de Medicină și Farmacie “Nicolae Testemițanu” |
| 44  | Mihail Chițul                 | mun. Chișinău                        | 1937          | PCRM                 | jurist, vicepreședinte al Societății orășenești de veterani a municipiului Chișinău                                                                                      |
| 45  | Tatiana Necoară               | mun. Chișinău                        | 1978          | PCRM                 | psiholog-manager, prim-secretar al CC al UTCM din Republica Moldova |
| 46  | Vladimir Doronin              | mun. Chișinău                        | 1941          | PCRM                 | inginer-mecanic, deputat în Parlamentul Republicii Moldova, secretar al CC al PCRM                                                                                       |
| 47  | Vitalie Mrug                  | mun. Bălți                           | 1956          | MPSN                 | inginer-constructor, director general, SA “Magistrala” |
| 48  | Maria Postoico                | mun. Chișinău                        | 1950          | PCRM                 | jurist, deputat în Parlamentul Republicii Moldova |
| 49  | Iurie Eriomin                 | mun. Chișinău                        | 1949          | PCRM                 | inginer-tehnolog, consultant superior al fracțiunii PCRM în aparatul Parlamentului Republicii Moldova                                                                    |
| 50  | Anatolii Stîngaci             | com. Trinca, județul Edineț          | 1953          | PCRM                 | zooinginer, deputat în Parlamentul Republicii Moldova |
| 51  | Eugeniu Gîrlă                 | mun. Chișinău                        | 1953          | PPCD                 | informatician, economist, deputat în Parlamentul Republicii Moldova |
| 52  | Victor Zlacevschi             | mun. Chișinău                        | 1944          | PCRM                 | pedagog, deputat în Parlamentul Republicii Moldova |
| 53  | Leonid Culiuc                 | mun. Chișinău                        | 1950          | -                    | profesor universitar, doctor habilitat, director al Institutului Fizicii Aplicate al Academiei de Științe a Moldovei                                                     |
| 54  | Natalia Gavriliuc             | mun. Chișinău                        | 1950          | PCRM                 | pedagog, director al Casei lucrătorilor din învățămînt |
| 55  | Victor Andrușciac             | mun. Chișinău                        | 1934          | PCRM                 | pedagog, doctor în științe istorice, deputat în Parlamentul Republicii Moldova                                                                                           |
| 56  | Ivan Cîlcic                   | mun. Comrat, UTA Găgăuzia            | 1951          | PCRM                 | inginer-economist, șeful Direcției Statisticii din mun. Comrat, UTA Găgăuzia                                                                                             |
| 57  | Vladimir Panfilov             | mun. Chișinău                        | 1956          | PCRM                 | inginer-constructor, director adjunct al SA “Luiza-Farm” |
| 58  | Ion Guțu                      | mun. Chișinău                        | 1943          | PDSF                 | economist, doctor habilitat în economie, vicepreședinte al Consiliului BCA “Unibanc”                                                                                     |
| 59  | Mihail Rusu                   | mun. Chișinău                        | 1941          | PCRM                 | tehnolog în coacerea pîinii, agronom, politolog, deputat în Parlamentul Republicii Moldova                                                                               |
| 60  | Riorita Paterău               | mun. Bălți                           | 1962          | PPCD                 | pedagog, șefă de catedră la colegiul de muzică și pedagogie din mun. Bălți                                                                                               |
| 61  | Ivan Grec                     | mun. Chișinău                        | 1939          | -                    | bibliotecar și bibliograf, doctor în științe istori-ce, colaborator științific principal la Institutul interetnic al Academiei de Științe a Moldovei                     |
| 62  | Valentin Dragan               | or. Briceni,jud. Edineț              | 1952          | PCRM                 | inginer-mecanic, politolog, deputat în Parlamentul Republicii Moldova |
| 63  | Ion Morei                     | mun. Chișinău                        | 1955          | UCM                  | deputat în Parlamentul Republicii Moldova |
| 64  | Iosif Chetraru                | or. Cimișlia, județul Lăpușna        | 1945          | PCRM                 | zootehnician, deputat în Parlamentul Republicii Moldova |
| 65  | Nicolae Pamujac               | mun. Chișinău                        | 1948          | -                    | agronom, doctor habilitat în științe agrare, profesor universitar la Universitatea Agrară de Stat din Moldova                                                            |
| 66  | Petru Palamarciuc             | mun. Chișinău                        | 1947          | PCRM                 | economist-organizator teatral, director general al SA “Cortina”, mun. Chișinău                                                                                           |
| 67  | Vladimir Dragomir             | or. Ștefan Vodă, județul Tighina     | 1944          | PCRM                 | pedagog, director general al Direcției generale județene pentru învățămînt, tineret și sport a Consiliului județean Tighina                                              |
| 68  | Ștefan Secăreanu              | mun. Chișinău                        | 1959          | PPCD                 | jurnalist, director al publicației periodice “Țara”, deputat în Parlamentul Republicii Moldova                                                                           |
| 69  | Mihail Plămădeală             | mun. Chișinău                        | 1945          | -                    | jurist, copreședinte coordonator, organizația obștească “Republica” |
| 70  | Djumberi Todua                | or. Șoldănești, județul Orhei        | 1937          | PCRM                 | inginer-miner, directorul uzinei de beton armat din or. Șoldănești, județul Orhei                                                                                        |
| 71  | Grigorii Gorodinschii         | or. Fălești, județul Bălți           | 1941          | PCRM                 | jurist, primarul orașului Fălești, județul Bălți |
| 72  | Ivan Pismac                   | mun. Chișinău                        | 1930          | PCRM                 | pedagog, prim-secretar al comitetului teritorial de partid, sect. Buiucani, mun. Chișinău                                                                                |
| 73  | Iurie Zabunov                 | mun. Chișinău                        | 1947          | PCRM                 | inginer-mecanic, șef de birou, SA “Tracom” |
| 74  | Mihail Camerzan               | mun. Chișinău                        | 1952          | -                    | pedagog, deputat în Parlamentul Republicii Moldova |
| 75  | Ivan Semeniuc                 | s. Corjova, județul Chișinău         | 1945          | PCRM                 | agronom, director SRL “Corjoveanca” |
| 76  | Vasile Rusu                   | mun. Chișinău                        | 1952          | -                    | jurist, membru al Uniunii avocaților din Republica Moldova, mun. Chișinău                                                                                                |
| 77  | Iulian Glavan                 | mun. Chișinău                        | 1953          | PPCD                 | neurochirurg, doctor în medicină, asistent la Universitatea de Stat de Medicină și Farmacie “Nicolae Testemițanu”                                                        |
| 78  | Vladimir Iuzvenco             | mun. Chișinău                        | 1950          | -                    | inginer al căilor de comunicații, adjunct al șefului aparatului de revizori pentru securitatea traficului                                                                |
| 79  | Alexei Ivanov                 | mun. Orhei                           | 1952          | PCRM                 | economist, politolog, șeful Inspectoratului Fiscal de Stat, județul Orhei                                                                                                |
| 80  | Gheorghe Sima                 | mun. Chișinău                        | 1952          | UM                   | pedagog, neangajat în cîmpul muncii |
| 81  | Afanasii Mandaji              | or. Vulcănești, UTA Găgăuzia         | 1942          | PCRM                 | zootehnician-savant, președintele SA “Avicola-Vulcănești” |
| 82  | Alexandru Ciugurean           | mun. Chișinău                        | 1948          | -                    | jurist, director general al Asociației Naționale a producătorilor de marfă din Republica Moldova                                                                         |
| 83  | Vladimir Eremciuc             | or. Ocnița, județul Edineț           | 1951          | PCRM                 | doctor-sanitar, primarul orașului Ocnița, județul Edineț |
| 84  | Valeriu Pleșca                | mun. Chișinău                        | 1958          | MFN                  | jurist, deputat în Parlamentul Republicii Moldova |
| 85  | Nicolae Zara                  | mun. Chișinău                        | 1943          | -                    | jurist, avocat la Uniunea avocaților din mun. Chișinău |
| 86  | Andrei Conișescu              | mun. Chișinău                        | 1952          | PPCD                 | economist, consultant în Comisia parlamentară pentru economie, industrie și privatizare                                                                                  |
| 87  | Ion Șpac                      | or. Nisporeni, județul Ungheni       | 1952          | PCRM                 | agronom, politolog, temporar neangajat în cîmpul muncii |
| 88  | Petru Silivestru              | com. Cotiujenii Mari, județul Soroca | 1947          | PCRM                 | agronom, deputat în Parlamentul Republicii Moldova |
| 89  | Gheorghe Haralampie Tabunșcic | mun. Căușeni, județul Tighina        | 1942          | PCRM                 | ziarist, vicepreședinte al Consiliului județean Tighina |
| 90  | Ion Untu                      | mun. Chișinău                        | 1954          | -                    | inginer, director al Cancelariei de Stat |
| 91  | Valeriu Calmațui              | mun. Ungheni                         | 1950          | PCRM                 | inginer-electrician, șeful rețelei electrice din mun. Ungheni |
| 92  | Antonina Baldovici            | or. Leova, județul Lăpușna           | 1937          | PCRM                 | bibliotecară, prim-secretar al comitetului teritorial de partid, sect. Leova                                                                                             |
| 93  | Spiridon Martîniuc            | or. Sîngerei, județul Bălți          | 1950          | PCRM                 | electrician și mecanizator în agricultură, director general la IM “ROUA-Univers”                                                                                         |
| 94  | Efim Zubcu                    | mun. Soroca                          | 1943          | PPCD                 | merceolog, președinte al filialei județene Soroca a Partidului Popular Creștin Democrat, vicepreședinte al societății pe acțiuni “Concordia-Soroca”                      |
| 95  | Ion Ursu                      | mun. Chișinău                        | 1945          | PCRM                 | jurist, șofer la Curtea de Conturi din Republica Moldova |
| 96  | Victor Morev                  | mun. Bălți                           | 1944          | PSM                  | inginer, primarul municipiului Bălți |
| 97  | Iurie Cicinov                 | mun. Chișinău                        | 1942          | -                    | agronom al gospodăriei forestiere, președintele prezidiului Asociației republicane a vînătorilor și pescarilor                                                           |
| 98  | Efim Agachi                   | mun. Soroca                          | 1942          | PCRM                 | inginer-constructor, președintele Consiliului județean Sorocad |
| 99  | Oleg Morii                    | mun. Chișinău                        | 1939          | PCRM                 | agronom-savant, președintele Asociației Naționale a producătorilor “Alimpromagro” din Republica Moldova                                                                  |
| 100 | Raisa Morarenco               | mun. Chișinău                        | 1945          | PCRM                 | pedagog, prim-secretar al comitetului teritorial al PCRM, sect. Centru, mun. Chișinău                                                                                    |
| 101 | Alexandru Oleinic             | mun. Chișinău                        | 1959          | PDSF                 | inginer-mecanic, director general al Agenției naționale pentru atragerea investițiilor                                                                                   |